# داء الحمضية الكيتوني الكحولي
الحماض الكيتوني الكحولي (AKA) هو مجموعة محددة من الامراض والحالة الايضية المتعلقة باستخدام الكحول.غالباً ما تشمل الاعراض: ألم البطن والقيء والهياج ومعدل التنفس السريع ورائحة«فاكهي» محددة، الوعي طبيعي بشكل عام، قد تشمل المضاعفات الموت المفاجئ
أسماء أخرى: الكيتوزية الكحولية، الحماض الكحولي
التخصص: الطب الباطني
اعراض: ألم في البطن، قيء، هياج، سرعة معدل التنفس، رائحة «فاكهي» محدده
عوامل الخطر: الإدمان على الكحول، الشرب بشراهه
طريقة التشخيص: بناءً على الاعراض
التشخيص المتباين: أسباب أخرى لارتفاع فجوة الأنيون الحماض الأيضي (الحماض الكيتوني السكري، ابتلاع الكحول السامة، الكيتوزية المجاعة)، التهاب البنكرياس
العلاج: السوائل الوريدية، الثيامين
التشخيص: جيد مع العلاج.
AKA أكثر شيوعاً يحدث في المشروبات الكحولية على المدى الطويل وأقل شيوعاً في أولئك الذين يشربون بشراهه.
الظهور عادة بعد انخفاض القدرة على تناول الطعام لبضعة أيام.يعتمد التشخيص بشكل عام على الأعراض.
غالبًا ما تزداد مستويات السكر في الدم بشكل طبيعي أو تزيد قليلاً.
تشمل الحالات الأخرى التي قد تظهر بالمثل أسبابًا أخرى لارتفاع نسبة الحماض الايضي في الأنيون بما في ذلك الحماض الكيتوني السكري.
يتم العلاج بشكل عام بمحلول ملحي طبيعي وريدي وسكر وريدي.
يوصى أيضًا بالثيامين وتدابير منع انسحاب الكحول.
قد يلزم أيضًا علاج انخفاض مستوى البوتاسيوم في الدم.تتراوح أعمار المتضررين في أغلب الأحيان بين 20 و 60 سنة.
تم التعرف على الشرط في البداية في عام 1940 وتم تسميته في عام 1971